# Чернижово
Чернижово — опустевшая деревня в Унечском районе Брянской области в составе Березинского сельского поселения.

## География
Находится в центральной части Брянской области на расстоянии приблизительно 12 км на юго-восток по прямой от районного центра города Унеча.

## История
Основана в 1666 году как слобода, позднее ранговое владение стародубских прапорщиков. В XVIII веке входила в Новоместскую сотню Стародубского полка. В 1859 году здесь (деревня Стародубского уезда Черниговской губернии) учтено было 18 дворов, в 1892—45.

## Население
Численность населения: 128 человек (1859 год), 291 (1892), 3 человека (русские 100 %) в 2002 году, 0 в 2010.